# 球柄兰属
球柄兰属（学名：Mischobulbum），又名葵蘭屬，是兰科下的一个属，为陆生兰。该属共有7种，分布于喜马拉雅地区至东南亚。